# شکرو اوزییلدیز
شکرو اوزییلدیز (ترکی استانبولی: Şükrü Özyıldız؛ زادهٔ ۱۸ فوریهٔ ۱۹۸۸) هنرپیشه اهل ترکیه است. وی از سال ۲۰۱۱ میلادی تاکنون مشغول فعالیت بوده‌است.

## سریال ها
- دروغگو‌های کوچک شیرین در نقش ارن
- شرافت در نقش امیر
- من هنوز امید دارم
- آفتاب زمستانی
- ستاره ی چوپان
- نفس به نفس
- آکینجی
- تاکتیک عشق